# Ефраїн Хуарес
Ефраїн Хуарес (ісп. Efraín Juárez, нар. 22 лютого 1988, Мехіко) — мексиканський футболіст, захисник клубу «Монтеррей» та національної збірної Мексики. У складі збірної — дворазовий володар Золотого кубка КОНКАКАФ.

## Клубна кар'єра
Народився 22 лютого 1988 року в місті Мехіко. У 13-річному віці Хуарес приєднався до «УНАМ Пумас» і тренувався в системі цього клубу до 2006 року, коли гравця забрала у свою юнацьку команду іспанська «Барселона». На каталонців справив враження вдалий виступ юніорської збірної Мексики на чемпіонаті світу 2005 року — Хуарес грав важливу роль у захисті тієї команди.

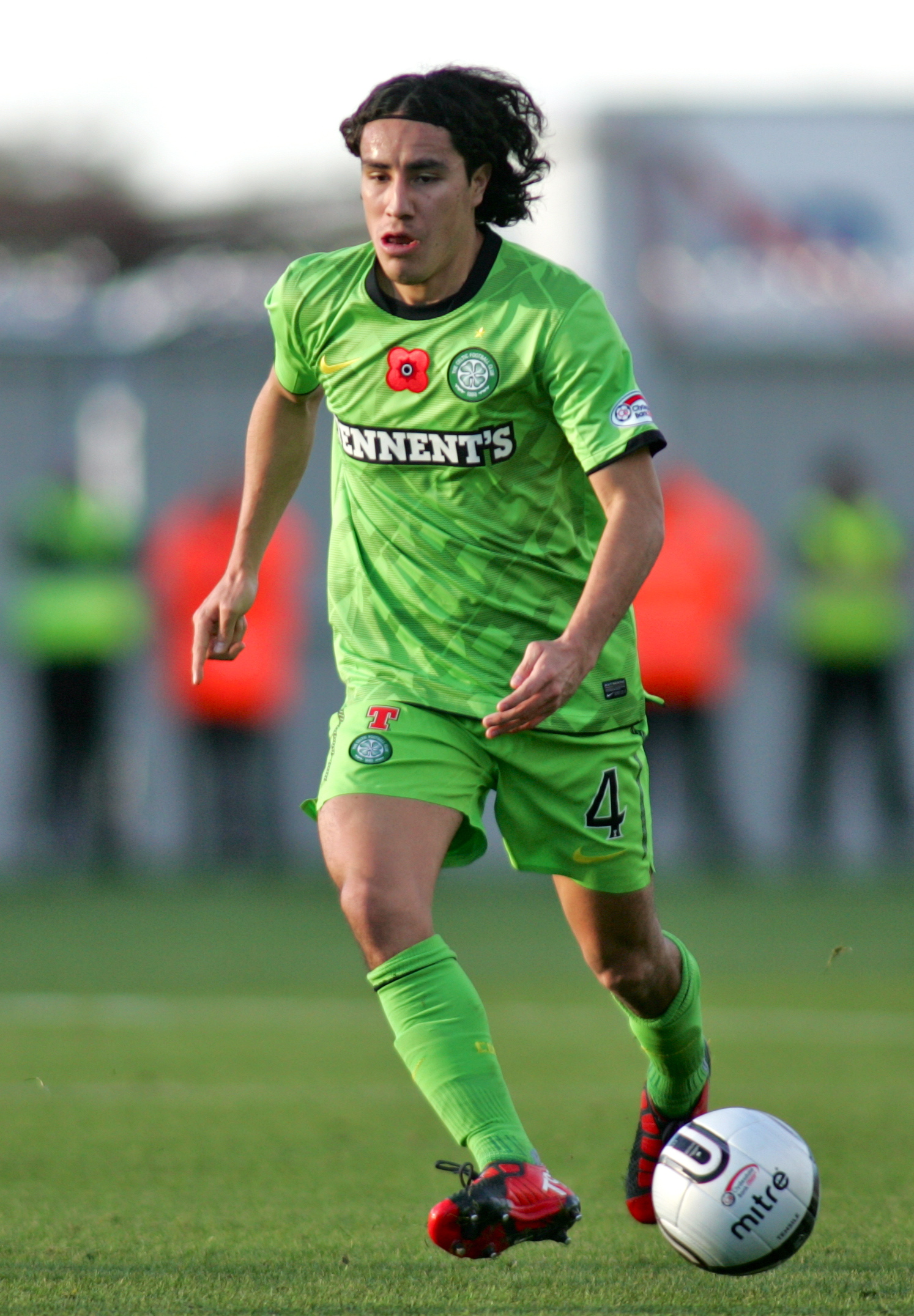
Ефраїн Хуарес під час виступів за «Селтік». 14 листопада 2010 року

Пробитися в основу «Барселони» у Хуареса не вийшло, і 2008 року він повернувся в «Пумас». Незабаром захисник зайняв місце в основі команди. У 2009 році Ефраїн допоміг своєму клубу стати чемпіоном Мексики.
26 липня 2010 року Хуарес підписав 4-річний контракт з шотландським «Селтіком». Дебют мексиканця в першому складі «кельтів» відбувся 28 липня 2010 року, коли в рамках 3-го кваліфікаційного раунду Ліги чемпіонів глазговці зустрічалися з португальською «Брагою». 4 серпня в матчі домашньому поєдинку з португальцями Хуарес, вразивши ворота «зброярів», відкрив рахунок свої голам за «Селтік».
Проте в шотландському клубі Ефраїн основним гравцем так і не став, через що по завершенні сезону перейшов на правах оренди в іспанську «Сарагосу», де працював під керівництвом співвітчизника Хав'єра Агірре, але також основним гравцем не був. Після завершення оренди Хуарес вирішив повернутися в Мексику, ставши гравцем столичної «Америки», з якою виграв Клаусуру чемпіонату Мексики 2013 року.
До складу клубу «Монтеррей» приєднався влітку 2013 року. Відтоді встиг відіграти за команду з Монтеррея 75 матчів в національному чемпіонаті.

## Виступи за збірні
2005 року дебютував у складі юнацької збірної Мексики, разом з якою став переможцем юнацького чемпіонату світу 2005 року. Всього в взяв участь у 5 іграх на юнацькому рівні, відзначившись одним забитим голом.
2007 року залучався до складу молодіжної збірної Мексики. На молодіжному рівні зіграв у 4 офіційних матчах, забив 1 гол.
28 червня 2009 року дебютував в офіційних матчах у складі національної збірної Мексики в матчі з Гватемалою. Брав участь у тріумфальному для мексиканців Золотому кубку КОНКАКАФ 2009 року у США, здобувши того року титул континентального чемпіона.
У 2010 році тренер збірної Хав'єр Агірре включив Хуареса у заявку на чемпіонат світу у ПАР. На мундіалі Ефраїн був гравцем основи, зігравши в 3-х з 4-х матчах, причому матч з Уругваєм він пропустив через дискваліфікацію.
У наступному році знову став учасником розіграшу Золотого кубка КОНКАКАФ 2011 року у США, де також здобув титул континентального чемпіона.
Наразі провів у формі головної команди країни 39 матчів, забивши 1 гол.

## Титули і досягнення
- Чемпіон Мексики (2):

«УНАМ Пумас»: Клаусура 2009
«Америка»: Клаусура 2013
- Володар Кубка Шотландії (1):

«Селтік»: 2010—2011
- Володар Золотого кубка КОНКАКАФ (2):

Мексика: 2009, 2011
- Чемпіон світу (U-17): 2005